# Улица Академика Виноградова
У́лица Акаде́мика Виногра́дова (до 01.12.1983 — Проектируемый проезд № 4989) — улица в Юго-Западном административном округе города Москвы на территории района Тёплый Стан. Расположена между улицей Тёплый Стан и зоной отдыха «Тропарёво». Нумерация домов начинается от улицы Тёплый Стан.

## Происхождение названия
Названа 1 декабря 1983 года в честь Ивана Матвеевича Виноградова, советского математика, академика АН СССР

## Здания и сооружения
По нечётной стороне:
- № 7 — Детская музыкальная школа имени А. М. Иванова-Крамского

По чётной стороне:
- № 4б — Центр образования «Самбо-70»
- № 12 — памятная табличка, посвящённая академику

На пересечении улицы Тёплый Стан и улицы Академика Виноградова весной 2022 был поставлен памятник дивизиям 2-й, 3-й, 4-й и 5-й стрелковых дивизий народного ополчения города Москвы. Официальное открытие состоялось 5 мая 2022 года.

## Транспорт
По улице, а также по проектируемому проезду № 6259, проходит маршрут автобуса 444. Также на улице Тёплый Стан имеется остановка «Улица Академика Виноградова» маршрутов:
- 227 5-й микрорайон Тёплого Стана — Олимпийская деревня - Музей обороны Москвы[6]
- 281 проезд Карамзина — м. «Юго-Западная»
- 188 м. «Тёплый Стан» — 8-й «А» микрорайон Тёплого Стана[5]
- 553 м. «Ленинский проспект» — МЕГА Тёплый Стан[5]
- с14 проезд Карамзина — МФЦ Тёплый Стан

Ранее работавший маршрут № 388 был закрыт 1 июня 2021 года.
24 сентября 2022 года на проектируемом проезде № 6259 была запущена остановка «Музыкальная школа» для маршрута № 444.